# Шавантина
Шавантина (порт. Xavantina)  —  муниципалитет в Бразилии, входит в штат Санта-Катарина. Составная часть мезорегиона Запад штата Санта-Катарина. Входит в экономико-статистический  микрорегион Конкордия. Население составляет 3992 человека на 2006 год. Занимает площадь 215,069 км². Плотность населения — 18,6 чел./км².

## История
Город основан в 1920 году.

## Статистика
- Валовой внутренний продукт на 2003 составляет 97.850.906,00 реалов (данные: Бразильский институт географии и статистики).
- Валовой внутренний продукт на душу населения на 2003 составляет 23.403,71 реалов (данные: Бразильский институт географии и статистики).
- Индекс развития человеческого потенциала на 2000 составляет 0,769 (данные: Программа развития ООН).